# Basket Trapani 2006-2007
Questa voce raccoglie le informazioni riguardanti il Basket Trapani nelle competizioni ufficiali della stagione 2006-2007.

## Verdetti stagionali
Competizioni nazionali
- Serie B d'Ecc.:

stagione regolare: 3ª su 16 squadre nel Girone B;
Play-off: Quarti di Finale;
Coppa Italia LNP: Girone di qualificazione.

## Stagione
Il Basket Trapani 2006-2007 ha preso parte al campionato di Serie B d'Eccellenza. Era sponsorizzato dalla Banca Nuova.
Si è classificato al 2006-07 3º posto nel serie B1 Girone B, eliminata da Fidenza nei quarti di play-off.

## Divise di gioco
Il fornitore ufficiale di materiale tecnico per la stagione 2006-2007 è Macron.
| Casa | Trasferta |

## Organigramma societario
Area dirigenziale
- Presidente: Andrea Magaddino
- Vice Presidente: Vincenzo Favara
- General Manager e Resp. Sett. Giov.: Giuseppe Barbara
- Team Manager: Andrea Burgarella
- Segretario: Gaspare Fanara
- Dirigente Accompagnatore: Mino Poma
- Addetto Stampa: Angelo Indelicato
- Resp. Conf. Stampa: Pia Fallucca

Area tecnica
- Allenatore: Gianluca Tucci
- Vice allenatore: Flavio Priulla
- Vice Allenatore: Vito Ferrauto
- Medico: Antonino Marrone
- Massaggiatore: Giovanni Grammatico
- Prep. Atletico: Oscar Tipa

## Roster
| Basket Trapani 2006-2007 | Basket Trapani 2006-2007 |
| Giocatori                | Staff tecnico            |
| ------------------------ | ------------------------ |

| N. | Naz.                                     | Ruolo | Nome                               | Anno | Alt.   | Peso   |  |
| -- | ---------------------------------------- | ----- | ---------------------------------- | ---- | ------ | ------ |  |
| 4  | Italia (bandiera)                        | P     | Davide Virgilio (C) (dal 28/12/06) | 1972 | 180 cm | 70 kg  |  |
| 5  | Italia (bandiera)                        | A     | Pierfrancesco Malizia              | 1988 | 195 cm |        |  |
| 7  | Italia (bandiera)                        | PG    | Marco Ottocento                    | 1985 | 193 cm |        |  |
| 8  | Italia (bandiera)                        | PG    | Gennaro Tessitore                  | 1982 | 193 cm | 93 kg  |  |
| 9  | Italia (bandiera)                        | C     | Marco Castagna                     | 1988 | 206 cm |        |  |
| 10 | Italia (bandiera)                        | G     | Martin Colussi                     | 1981 | 194 cm | 90 kg  |  |
| 11 | Italia (bandiera)                        | AC    | Andrea Gennari                     | 1984 | 208 cm |        |  |
| 12 | Argentina (bandiera) · Italia (bandiera) | A     | Maximiliano Reale                  | 1973 | 204 cm | 92 kg  |  |
| 13 | Lettonia (bandiera) · Italia (bandiera)  | A     | Gints Antrops                      | 1982 | 202 cm | 103 kg |  |
| 14 | Italia (bandiera)                        | C     | Claudio Acunzo                     | 1973 | 203 cm |        |  |
| 16 | Italia (bandiera)                        | A     | Giuseppe Garraffa                  | 1988 | 190 cm |        |  |
| 17 | Italia (bandiera)                        | G     | Salvatore Poma                     | 1988 | 185 cm |        |  |
| 18 | Italia (bandiera)                        | G     | Giuseppe Magaddino                 | 1990 | 188 cm |        |  |
| 19 | Italia (bandiera)                        | A     | Damiano Faggiano                   | 1975 | 195 cm |        |  |
| 20 | Italia (bandiera)                        | P     | Vincenzo Mollura                   | 1990 | 188 cm |        |  |
| -  | Italia (bandiera)                        | P     | Antonio Pace                       | 1992 | 184 cm |        |  |

| Allenatore                                                          |
| Gianluca Tucci                                                      |
| Assistente/i                                                        |
| Flavio Priulla Legenda - (C) Capitano - (IN) Inattivo - Infortunato |

## Mercato

### Sessione estiva
| Arrivi           | Arrivi            | Arrivi            |
| R                | Nome              | da                |
| ---------------- | ----------------- | ----------------- |
| P                | Aniello Laezza    | Pall. Trieste     |
| G                | Gennaro Tessitore | Olimpia Matera    |
| G                | Martin Colussi    | Robur Osimo       |
| C                | Andrea Gennari    | San Severo        |
| A                | Maximiliano Reale | Casalpusterlengo  |
| C                | Claudio Acunzo    | Sant’Antimo       |
| A                | Damiano Faggiano  | N.B. Brindisi     |
| Altre operazioni |                   |                   |
| R                | Nome              | da                |
| G                | Marco Ottocento   | Gaudium Canicattì |
| P                | Antonio Pace      | Set. giovanile    |
| P                | Vincenzo Mollura  | Set. giovanile    |
| C                | Marco Castagna    | Set. giovanile    |

| Partenze         | Partenze             | Partenze            |
| R                | Nome                 | a                   |
| ---------------- | -------------------- | ------------------- |
| A                | Nedžad Gušić         | Real Madrid B       |
| G                | Daniel Cioffi        | Pall. Reggiana      |
| A                | H.L. Coleman         | Deportivo Cornapesa |
| C                | Chris Haslam         | London United       |
| A                | Michael Johnson      | Hapoel Gilboa/Afula |
| Altre operazioni |                      |                     |
| R                | Nome                 | a                   |
| P                | Walter Agugliaro     | Pegaso Basket       |
| G                | Gianluca Tartamella  | Virtus Trapani      |
| P                | Alessandro Cammareri | Free agent          |
| C                | Alessandro Agosta    | Draghi Novara       |

### Operazioni esterne alla sessione
| Arrivi | Arrivi          | Arrivi        |
| R      | Nome            | da            |
| ------ | --------------- | ------------- |
| P      | Davide Virgilio | Latina Basket |

| Partenze | Partenze       | Partenze       |
| R        | Nome           | a              |
| -------- | -------------- | -------------- |
| P        | Aniello Laezza | U.S. Goriziana |

## Risultati

### Campionato

#### Girone di andata
| Arbitri: | Auriemma Giovanni (Napoli) Alessandro Buttinelli (Roma) |

|                |            |              |
| Acunzo 24      | Punti      | 15 Orsini    |
| Reale 3        | Assist     | 1 Caruso     |
| Acunzo 8       | Rimbalzi   | 8 Caruso     |
| Gianluca Tucci | Allenatori | Pippo Sidoti |

| Arbitri: | Stefano Dal Bosco Dario Morelli |

|                       |            |                    |
| Malamov 26            | Punti      | 18 Colussi         |
| Cantone 3             | Assist     | 1 Ottocento        |
| Serino 6              | Rimbalzi   | 10 Reale, Faggiano |
| Francesco Ponticiello | Allenatori | Gianluca Tucci     |

| Arbitri: | Emiliano Binda Bruno Aldo Bagli' |

|                |            |                     |
| Acunzo 29      | Punti      | 20 Di Pierro        |
| Tessitore 6    | Assist     | 2 Giordano, Gilardi |
| Acunzo 7       | Rimbalzi   | 12 Mlinar           |
| Gianluca Tucci | Allenatori | Manuel Scotto       |

| Arbitri: | Giovanni Auriemma Paolo Cherbaucich |

|               |            |                |
| Marcante 25   | Punti      | 21 Colussi     |
| Shorter 4     | Assist     | 3 Tessitore    |
| Stanic 4      | Rimbalzi   | 12 Faggiano    |
| Roberto Russo | Allenatori | Gianluca Tucci |

| Arbitri: | Calogero Cappello Jacopo Colasanti |

|                |            |                  |
| Acunzo 19      | Punti      | 32 Corvino       |
| Laezza 3       | Assist     | 4 Corvino        |
| Acunzo 9       | Rimbalzi   | 11 Candido       |
| Gianluca Tucci | Allenatori | Roberto Miriello |

| Arbitri: | Marco Sivieri Paolo Flammini |

|                     |            |                |
| Trevisan 14         | Punti      | 22 Faggiano    |
| Cuccia 2            | Assist     | 4 Laezza       |
| Ianes 17            | Rimbalzi   | 20 Faggiano    |
| Domenico Sorgentone | Allenatori | Gianluca Tucci |

| Arbitri: | Alberto Maria Scrima (Catanzaro) Pasquale Pecorella (Trani) |

|                       |            |                      |
| Virgilio 21           | Punti      | 21 Colussi           |
| Virgilio 8            | Assist     | 3 Tessitore, Colussi |
| Bisconti, Passaglia 7 | Rimbalzi   | 6 Faggiano, Acunzo   |
| Andrea Zanchi         | Allenatori | Gianluca Tucci       |

| Arbitri: | Gianfranco Ciaglia Luigi Gaudino |

|                |            |               |
| Colussi 32     | Punti      | 19 Gizzi      |
| Tessitore 4    | Assist     | 3 Chiaramello |
| Acunzo 10      | Rimbalzi   | 8 Toppo       |
| Gianluca Tucci | Allenatori | Massimo Friso |

| Arbitri: | Roberto Biasini Daniele Turbati |

|                 |            |                    |
| Rossi 18        | Punti      | 21 Acunzo          |
| Avanzini 5      | Assist     | 2 Tessitore        |
| Rossi 13        | Rimbalzi   | 7 Faggiano, Acunzo |
| Stefano Salieri | Allenatori | Gianluca Tucci     |

| Arbitri: | Michele Capurro Paolo Benatti |

|                |            |              |
| Reale 30       | Punti      | 24 Gatti     |
| Acunzo 4       | Assist     | 3 Gueye      |
| Gennari 12     | Rimbalzi   | 10 Gatti     |
| Gianluca Tucci | Allenatori | Tonino Zorzi |

| Arbitri: | Mauro Ceratto (Castellazzo Bormida) Giancarlo Borrelli (San Giorgio a Cremano) |

|                    |            |                   |
| Lagioia 21         | Punti      | 19 Reale          |
| Drusin 4           | Assist     | 2 5 giocatori     |
| Di Marcantonio 17  | Rimbalzi   | 8 Acunzo, Gennari |
| Giovanni Benedetto | Allenatori | Gianluca Tucci    |

| Arbitri: | Alessio Fabiani (Altopascio) Vitaliano Battista |

|                |            |                   |
| Colussi 18     | Punti      | 15 Palombita      |
| 4 giocatori 2  | Assist     | 2 Sperduto        |
| Reale 8        | Rimbalzi   | 5 Carpineti       |
| Gianluca Tucci | Allenatori | Maurizio Polidori |

| Arbitri: | Guido Federico Di Francesco Matteo Degobbis |

|                   |            |                    |
| Antrops 15        | Punti      | 20 Bucci           |
| Acunzo, Gennari 3 | Assist     | 2 Calbini, Panichi |
| Gennari 7         | Rimbalzi   | 5 Bucci, Pazzi     |
| Gianluca Tucci    | Allenatori | Stefano Cioppi     |

| Arbitri: | Nicola Ranaudo Davide Scudiero |

|                        |            |                |
| Ghersetti 25           | Punti      | 25 Colussi     |
| Bonaccorsi 4           | Assist     | 2 Colussi      |
| Iannilli, Ghersetti 10 | Rimbalzi   | 7 Reale        |
| Franco Gramenzi        | Allenatori | Gianluca Tucci |

| Arbitri: | Luigi Gasbarri Fabrizio Vecchio |

|                |            |                        |
| Faggiano 15    | Punti      | 22 Caprari             |
| Colussi 3      | Assist     | 4 Caprari              |
| Reale 9        | Rimbalzi   | 7 Cattabiani, Mocavero |
| Gianluca Tucci | Allenatori | Tony Trullo            |

#### Girone di ritorno
| Arbitri: | Domenico Castellari Marco Cè (Cassina de' Pecchi) |

|              |            |                |
| Pippo Sidoti | Allenatori | Gianluca Tucci |

| Arbitri: | Francesco Orlandi Andrea Diana |

|                |            |                       |
| Colussi 22     | Punti      | 20 Malamov            |
| Virgilio 4     | Assist     | 2 Cantone             |
| Acunzo 10      | Rimbalzi   | 3 Serino              |
| Gianluca Tucci | Allenatori | Francesco Ponticiello |

| Arbitri: | Pierpaolo Canestrelli Vincenzo Volpe |

|               |            |                |
| Esposito 22   | Punti      | 23 Reale       |
| Esposito 4    | Assist     | 6 Virgilio     |
| Mlinar 15     | Rimbalzi   | 13 Acunzo      |
| Manuel Scotto | Allenatori | Gianluca Tucci |

| Arbitri: | Amedeo Di Francia Angelo Valerio Bramante |

|                 |            |                               |
| Tessitore 25    | Punti      | 16 Monzecchi                  |
| Virgilio 10     | Assist     | 2 Scrocco, Bolzonella, Stanic |
| Reale, Acunzo 7 | Rimbalzi   | 5 Shorter                     |
| Gianluca Tucci  | Allenatori | Giulio Cadeo                  |

| Arbitri: | Maurizio Rostain Enrico Bartoli |

|                  |            |                |
| Corvino 28       | Punti      | 23 Reale       |
| Corvino 6        | Assist     | 7 Virgilio     |
| Longobardi 12    | Rimbalzi   | 10 Acunzo      |
| Roberto Miriello | Allenatori | Gianluca Tucci |

| Arbitri: | Gianluca Gagliardi Giancarlo Borrelli (San Giorgio a Cremano) |

|                |            |                     |
| Reale 21       | Punti      | 23 Trevisan         |
| Virgilio 10    | Assist     | 3 De Monaco         |
| Acunzo 10      | Rimbalzi   | 8 Ianes             |
| Gianluca Tucci | Allenatori | Domenico Sorgentone |

| Arbitri: | Claudio Di Toro Davide Scudiero |

|                |            |               |
| Virgilio 21    | Punti      | 20 Causin     |
| Virgilio 7     | Assist     | 4 Basanisi    |
| Reale 10       | Rimbalzi   | 7 Basanisi    |
| Gianluca Tucci | Allenatori | Andrea Zanchi |

| Arbitri: | Nicola Beneduce Guido Federico Di Francesco |

|               |            |                |
| Gizzi 21      | Punti      | 18 Reale       |
| 4 giocatori 3 | Assist     | 6 Virgilio     |
| Chiaramello 7 | Rimbalzi   | 7 Acunzo       |
| Maurizio Lasi | Allenatori | Gianluca Tucci |

| Arbitri: | Pierpaolo Canestrelli Vincenzo Volpe |

|                |            |                 |
| Antrops 18     | Punti      | 17 Tomasiello   |
| Virgilio 13    | Assist     | 5 Tomasiello    |
| Reale 8        | Rimbalzi   | 9 Pugi          |
| Gianluca Tucci | Allenatori | Stefano Salieri |

| Arbitri: | Jacopo Colasanti Francesco Orlandi |

|              |            |                |
| Delbrocco 14 | Punti      | 16 Acunzo      |
| Bruni 5      | Assist     | 3 Virgilio     |
| Bruni 12     | Rimbalzi   | 8 Antrops      |
| Tonino Zorzi | Allenatori | Gianluca Tucci |

| Arbitri: | Luigi Morante Emanuele Giummarra |

|                |            |                    |
| Colussi 27     | Punti      | 15 Marcovaldi      |
| Tessitore 6    | Assist     | 2 Lagioia, Rossi   |
| Acunzo 9       | Rimbalzi   | 6 Marcovaldi       |
| Gianluca Tucci | Allenatori | Giovanni Benedetto |

| Arbitri: | Luigi Gaudino Emiliano Binda |

|                            |            |                    |
| Dilembo 20                 | Punti      | 20 Colussi         |
| Piazza, Cortesi, Dilembo 1 | Assist     | 2 Virgilio         |
| Giuliani 12                | Rimbalzi   | 4 Virgilio, Acunzo |
| Maurizio Polidori          | Allenatori | Gianluca Tucci     |

| Arbitri: | Fabrizio Vecchio Michele Betetto |

|                |            |                   |
| Bucci 21       | Punti      | 22 Reale          |
| Calbini 10     | Assist     | 3 Antrops         |
| Pazzi 12       | Rimbalzi   | 6 Antrops, Acunzo |
| Stefano Cioppi | Allenatori | Gianluca Tucci    |

| Arbitri: | Luigi Gasparri Fabrizio Paglialunga |

|                 |            |                   |
| Antrops 16      | Punti      | 21 Carrizo        |
| Virgilio 8      | Assist     | 2 Guarino, Plateo |
| Acunzo, Reale 5 | Rimbalzi   | 6 Iannilli        |
| Gianluca Tucci  | Allenatori | Franco Gramenzi   |

| Arbitri: | Alberto Maria Scrima Enrico Bartoli |

|             |            |                       |
| Muro 19     | Punti      | 17 Antrops            |
| Piazza 7    | Assist     | 3 Ottocento, Virgilio |
| Camata 10   | Rimbalzi   | 7 Antrops             |
| Tony Trullo | Allenatori | Gianluca Tucci        |

#### Play-off

##### Quarti di finale
| Arbitri: | Pierpaolo Canestrelli Luigi Morante |

|                |            |                   |
| Colussi 32     | Punti      | 18 Parente        |
| Virgilio 3     | Assist     | 2 Cavazzon, Nanut |
| Acunzo 10      | Rimbalzi   | 6 Marchetti       |
| Gianluca Tucci | Allenatori | Simone Lottici    |

| Arbitri: | Francesco di Giambattista Marco Pisoni |

|                 |            |                |
| Zambon 21       | Punti      | 15 Acunzo      |
| Nanut, Venuto 3 | Assist     | 6 Virgilio     |
| Zambon 12       | Rimbalzi   | 11 Acunzo      |
| Simone Lottici  | Allenatori | Gianluca Tucci |

| Arbitri: | Roberto Vaccarini Roberto Biasini |

|                 |            |                |
| Virgilio 23     | Punti      | 17 Parente     |
| Virgilio 5      | Assist     | 5 Parente      |
| Acunzo, Reale 8 | Rimbalzi   | 7 Benini       |
| Gianluca Tucci  | Allenatori | Simone Lottici |

- Esito:

Fulgor Fidenza vince la serie per 2 a 1

### Coppa Italia

#### Summer Cup

##### Girone 8
| Arbitri: | Fabio Manchia (Sassari) Giuseppe Santisi (Nuoro) |

|                  |            |                |
| Manca 17         | Punti      | 19 Reale       |
| Mauro Procaccini | Allenatori | Gianluca Tucci |

| Arbitri: | Calogero Cappello (Porto Empedocle) Bruno Aldo Baglì (Piazza Armerina) |

|                |            |                  |
| Reale 25       | Punti      | 26 Manca         |
| Gianluca Tucci | Allenatori | Mauro Procaccini |

| Patti 8 settembre 2006, ore 20:00 2º turno - andata    | Pall. Patti | 84 – 90 (17-35; 45-57; 67-76) | Basket Trapani | Palasport di Case Nuove Russo (~ spett.) |
| Punti 23 Acunzo Pippo Sidoti Allenatori Gianluca Tucci |             |                               |                |                                          |
|                                                        |             |                               |                |                                          |
|                                                        | Punti       | 23 Acunzo                     |                |                                          |
| Pippo Sidoti                                           | Allenatori  | Gianluca Tucci                |                |                                          |

| Trapani 13 settembre 2006, ore 18:00 2º turno - ritorno             | Basket Trapani | 90 – 79 (22-21; 39-42; 66-57) | Pall. Patti | PalaIlio |
| Reale 15 Punti 22 Di Viccaro Gianluca Tucci Allenatori Pippo Sidoti |                |                               |             |          |
|                                                                     |                |                               |             |          |
| Reale 15                                                            | Punti          | 22 Di Viccaro                 |             |          |
| Gianluca Tucci                                                      | Allenatori     | Pippo Sidoti                  |             |          |

| Palermo 16 settembre 2006, ore 21:00 finale - andata                                | Ares Palermo | 89 – 76 (26-19; 49-37; 64-53) | Basket Trapani | PalaUditore (~ spett.) |
| Vito, Evangelisti 17 Punti 20 Colussi Domenico Sorgentone Allenatori Gianluca Tucci |              |                               |                |                        |
|                                                                                     |              |                               |                |                        |
| Vito, Evangelisti 17                                                                | Punti        | 20 Colussi                    |                |                        |
| Domenico Sorgentone                                                                 | Allenatori   | Gianluca Tucci                |                |                        |

| Arbitri: | Calogero Cappello (Porto Empedocle) Bruno Aldo Baglì (Piazza Armerina) |

|                |            |                     |
| Reale 25       | Punti      | 32 Evangelisti      |
| Gianluca Tucci | Allenatori | Domenico Sorgentone |

- Esito:

Ares Palermo vince la finale 194-193